# گمینا بیلسک پودلاسکی
گمینا بیلسک پودلاسکی (به لهستانی:  Gmina Bielsk Podlaski) یک گمینا در لهستان است که در شهرستان بیلسک واقع شده‌است. گمینا بیلسک پودلاسکی ۴۳۰٫۱۴ کیلومتر مربع مساحت و ۷٬۲۸۶ نفر جمعیت دارد.